# ایندیان هیلز (تگزاس)
ایندیان هیلز (به انگلیسی: Indian Hills) یک منطقهٔ مسکونی در ایالات متحده آمریکا است که در شهرستان ایدالگو، تگزاس واقع شده‌است. ایندیان هیلز ۶٫۵ کیلومتر مربع مساحت و ۲٬۵۹۱ نفر جمعیت دارد و ۲۰ متر بالاتر از سطح دریا واقع شده‌است.